# Sharia
Sharia eller sharīʾa (arabiska: شريعة Šarīʿah) betyder ursprungligen "vägen till vattenkällan" eller "lagen av Gud" och är ett begrepp inom islam som avser Guds vilja för mänskligheten. Sharia tolkas främst från islams religiösa texter och källor: Koranen och sunna som ligger till grund för islamisk rätt. I sharia finns detaljerade regler för människans privatliv och för det politiska, ekonomiska och sociala livet i samhället. 
Sharia är den allmänna idén om den gudomliga rätten, vilken skiljer sig från fiqh som är den islamiska rättsläran eller juridiken. Sharia och fiqh ska inte heller förväxlas med qanun som refererar till de faktiska, kodifierade, lagsystemen i till exempel Mellanöstern.  Dessa stöder sig på föreskrifter i 350 verser i Koranen (Muhammeds uppenbarelse), samt på exempel ur Muhammeds sunna, som återfinnes i haditherna. Sharia vänder sig inte bara till den enskilde troendes personliga samvete, etik och rättspatos, utan utgör även grund för politisk islam (islamism), och lägger stor vikt vid en idé om andlig renhet genom kroppslig renhet. Sharia liknar på så sätt i mångt och mycket talmud, den judiska lagen (se halacha), men har även vissa likheter med tankarna bakom kristen puritanism.
Reglerna omfattar:
- plikter inför Gud (ibadat), som behandlar personliga frågor som till exempel klädsel, hygien, kost, bönen och gudstjänstlivet.
- transaktioner mellan människor muamalat, som rör samhälleliga föreskrifter om kriminalitet, politik, ägande och giftermål, samt regler för hur icke-muslimer ska behandlas i muslimska områden, vid krig och konflikter.

Införandet av sharia är ett mål för islamistiska rörelser i många samhällen, med argument som att plikter att utöva religion och de stränga straffen förväntas minska kriminalitet, korruption och regimers förtryck, och ge ett rättvist samhällssystem såsom rättvisebegreppet definieras inom Islam. En tydlig majoritet av muslimer i muslimskt dominerade länder är positivt inställda till sharia, men inställningen till hur sharia ska tolkas varierar. Försök att införa sharia i olika länder har emellertid åtföljts av konflikter med befolkningsgrupper som utövar andra religioner såväl som med sekulära och liberala muslimer, och har förorsakat krig såsom det andra sudanesiska inbördeskriget 1983-2005.[källa behövs]
Tillämpningen av sharia är mycket olika i olika kulturer, och debatt pågår om hur sharia ska tillämpas i västerländska samhällen. I Storbritannien använder den muslimska skiljedomstolen (Muslim Arbitration Tribunal) sedan 1966 sharia för att lösa civilrättsliga tvister i familjerätt och ägandefrågor. I länder som Iran, Pakistan, Saudiarabien, Qatar, Förenade arabemiraten, Bahrain, Kuwait, Irak,  Oman, Afghanistan och Jemen är sharia officiell lag, medan den i många länder som Egypten utgör en källa för lagstiftningen. I vissa länder gäller sharia inte dem som utövar en annan tro, och i vissa länder har tolkningen påverkats av kolonialmakternas gamla rättssystem eller av regionala traditioner såsom acceptans för hedersmord.
Sekulära muslimer och icke-muslimer har framfört kritik mot föreskrifter och tolkningar som skiljer sig mycket från moderna sekulära etiska normer om mänskliga rättigheter. Det gäller bestraffningen av homosexualitet, otrohet, konvertering från islam och behandlingen av icke-muslimer. Hududstraffen (kroppsstraff) uppmärksammas ofta men även qisas ("blodshämnd" som föreskrivs i Koranen). Hudud betyder ungefär begränsning och syftar på fem olika typer av brott som man menar att det redan finns bestämda straffsatser för och som går att finna i uppenbarelsen: (1) äktenskapsbrott/sexuella relationer utanför äktenskapet, (2) stöld, (3) rån, (4) falsk anklagelse för äktenskapsbrott, (5) berusning. Offentliga kroppsstraff som t.ex. halshuggning, stening, stympning och spöstraff, istället för frihetsstraff genom fängelse, uppfattas som obarmhärtigt av icke-muslimer och sekulära muslimer, och har också ett varierande stöd bland den muslimska befolkningen i olika länder. Fängelsestraff syftar liksom kroppsstraff till en avskräckningseffekt och inkapacitering från brottsutövning, men dessutom till rehabilitering av fången till laglydig yrkesutövning. Sharias rättvisebegrepp skiljer sig avsevärt från sekulär lag, exempelvis i synen på könsroller, och i vissa länder som praktiserar sharia, exempelvis Saudiarabien, behandlas inte muslimska gästarbetare likvärdigt med landets medborgare. Även om Islams införande på 600-talet i allmänhet avsevärt förbättrade kvinnans svaga ställning i flertalet arabiska stamkulturer, så kritiseras sharia idag för att konservera patriarkala strukturer och leda till diskriminering och förtryck av kvinnor, eftersom döttrar ärver hälften så mycket som söner och kvinnors rörelsefrihet och möjligheter att utbilda sig är begränsad i länder som praktiserar sharia. Religiösa ledare har utfärdat fatwor som uppmanat till mord på islamkritiker, varför sharia kritiseras för att leda till förtryck av oliktänkande och hindrande av åsiktsfrihet.

## Tolkning
Den islamiska rättsläran kallas fiqh och utgör den mänskliga uttolkningen av sharia, vilket görs genom att konsensus nås bland religiöst lärda. Muslimsk modernism i början av 1900-talet öppnade åter upp för (om)tolkning av sharia, genom reformering av rättstolkningen utifrån nya samhällsförutsättningar och under inflytande av moderniteten. Under senare halvan av 1900-talet har istället muslimsk fundamentalism och islamism kommit att dominera rättstolkningen av sharia. Rättstolkningen görs ofta i mellanöstern, och får stort genomslag i övriga muslimvärlden. 
Rättsläran, fiqh, brukar delas in i två delar, usul al-fiqh och furu. Usul al-fiqh (arabiska: أصول الفقه) betyder ungefär lagens rötter och furu syftar på lagens grenar. Usul al-fiqh är läran om rättsskolorna samt metoden att tolka dem medan furu är studiet av reglernas innehåll. En expert på sharia, dvs. en muslimsk rättslärd, kallas faqih på arabiska. 
Behörigheten att tillämpa sharia har traditionellt sett inte legat på nationalstaten, utan på den muslimska trosgemenskapen (umma). Religiösa bestämmelser har med andra ord hållits inom de olika religiösa samfunden. Denna maktfördelning mellan nationalstaten och den muslimska trosgemenskapen, har uppfattats som en förutsättning för att det ska vara möjligt att följa olika religioner under ett och samma politiska styre. Maktfördelningen hänger i sin tur samman med en historisk situation när nationalstaten var svagare och inte hade lika övergripande kontroll av medborgarnas privata sfär som i modern tid. Parallellt med den religiösa islamiska rätten (sharia) har det i islams historia också funnits en sekulär rätt (urf eller qanun) som inte stått i motsättning till sharias fem grundläggande målsättningar, värnande om: 
1. livet
2. förnuftet
3. religionen
4. egendomen
5. fortplantningen.

Termen sharia syftar i grunden på Guds vilja sådan som den nedtecknas uttryckt i Koranen och traditionen (sunna). Det finns flera tolkningar av sharia och därför är rättstraditionen inte entydig i olika frågor, utan har fått sin utformning inom olika skolor. Sharia är på ett annat sätt än religionens inre, andliga dimension föränderlig utifrån omständigheterna. Länder som säger sig tillämpa sharia har därför ibland skilda åsikter om vad det innebär. Idag baseras de flesta ländernas lagstiftning i den muslimska världen på två källor:
1. sharia
2. lokala lagar/sedvänjor

Kombinationen av dessa kan se tämligen olika ut i olika länder och regioner. I de flesta muslimska länder används sharia endast inom familjerätten, och reglerar därmed endast frågor som äktenskap, skilsmässa och arv. Inom andra områden används istället sekulär rätt.

## Koranens roll i sharia
Muslimerna använder sig av två perspektiv för att fastställa de grundläggande lagarna som Gud, när han med sin order via ängeln Gabriel som enligt traditionen uppenbarade sig för Mohammed, gav till honom Koranens verser. Det första är Koranen eftersom den sägs vara guds egna ord. Det andra är profetens tradition (sunna), som handlar om profetens levnadssätt och som går att läsa om i haditherna.
Koranens skrifter och verser anses vara sanna och dess ”äkthet” ifrågasätts inte av muslimer. Det stora problemet med koranens innehåll är att det kan tolkas på olika sätt och dessa kan variera från person till person. Texten är alltså klar men tolkningen kan skifta vilket kan göra det svårt att tolka vilka rättigheter och straff som föreligger eller hur lagen i fråga fungerar. När det kommer till haditherna är problemet inte detsamma. Där ligger problemet snarare i att man behöver ta reda på om varje hadith kan antas komma från profeten från första början. 
Totalt innehåller Koranen 6200 verser, dock är inte alla lagrelaterade. De verser som handlar direkt om lagregler är 350 totalt och de är uppdelade på följande sätt.
- 140 i rituella frågor
- 70 rörande giftermål, skilsmässa, arv osv.
- 30 rörande brott och straff
- 30 rörande medborgerliga rättigheter och
- 10 som rör ekonomin (förbud mot ränta och rättigheter för arbetare till exempel) 
De 350 verserna kan i sin tur tolkas olika bokstavligt. 180 av verserna är sådana där avsikten anses framgå entydigt, utan risk för feltolkningar. De resterande verserna anser man sig kunna tolka på ett ungefär. Dessa verser ställer till det vid tolkningen eftersom olika personer kan ha olika uppfattningar om hur de ska översättas.

## Sharia i olika utomeuropeiska delar av världen

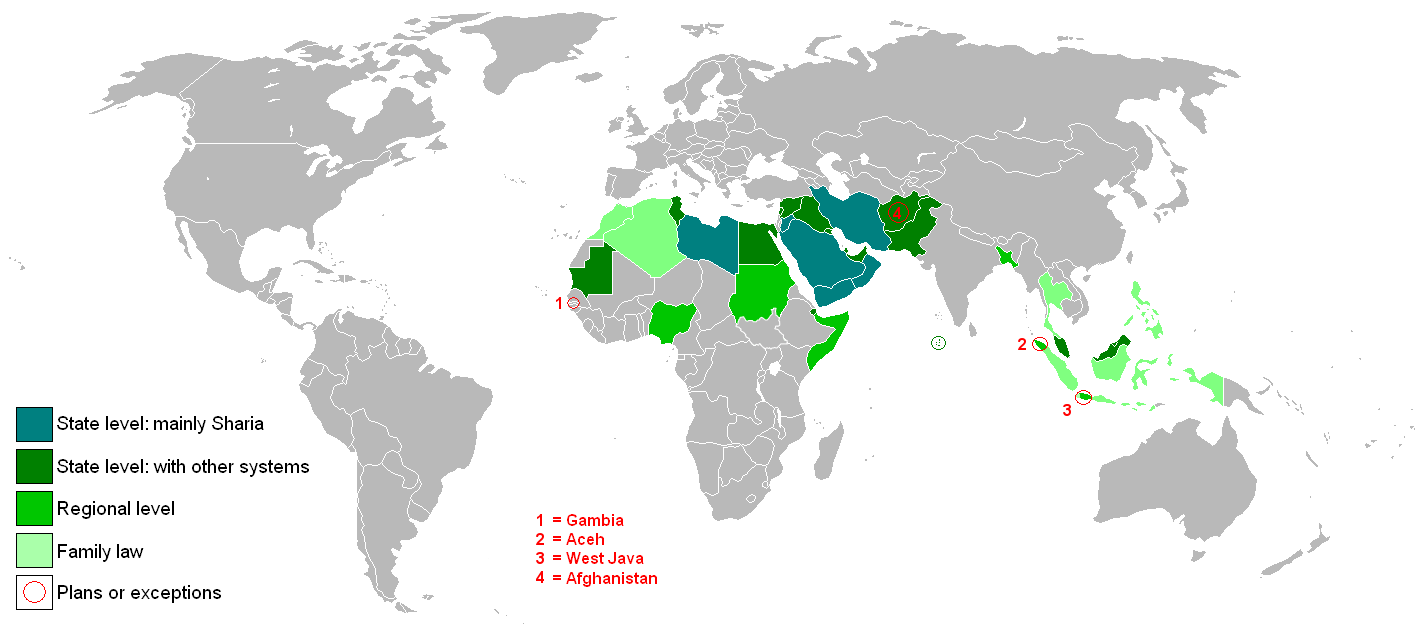
Länder med sharia. Mörkaste grönt visar att landets lagstiftning i huvudsak är baserad på sharia. Ljusare grönt sharia tillsammans med andra system. Ännu ljusare att sharia används regionalt. Ljusaste grönt att familjelagstiftningen är baserad på sharia. Röd cirkel visar planer på att införa sharia eller lokala undantag.

I flera stater är sharia uttryckligen grunden för rättsordningen såsom Egypten, Bahrain, Jemen, Kuwait, Libanon, Sudan, Syrien och i Förenade Arabemiraten. Införandet är djupare i Saudiarabien, Oman, Pakistan och Afghanistan, där sharia utgör rättsordningen förutom i vissa enskilda rättsområden.

### Afghanistan
Islam är den absolut dominerande religionen i Afghanistan och sedan den kommunistiska regimens fall 1992 uttrycks detta även i landets namn. Sharialag blandat med traditioner som, ibland felaktigt, antas bygga på koranen har en stark ställning inom rättsskipningen. Befolkningens förtroende för myndigheter och domstolsväsendet är lågt och mycket av rättsskipningen genomförs inom informella rättssystem baserade på en blandning av lokala sedvänjor och sharialag.
Under talibanernas styre 1996-2001 var den statliga lagen och dess tillämpning uttryckligen liktydig med sharia, och detta återinfördes efter talibanernas nya maktövertagande 2021. 
Under perioden 2001-2021 gjorde staten (Islamiska republiken Afghanistan) vissa ansatser till att anpassa lagstiftningen till en internationellt erkänd syn på mänskliga rättigheter, men med sharia som grund och med dödsstraff i straffskalan för olydnad mot islamiska påbud. År 2004 infördes en lag som förbjöd texter som kan uppfattas som anti-islamiska. Individer har blivit bestraffade för hädelse för sådana handlingar som att fördöma kvinnors behandling i islamiska samhällen, att fördöma brott som enligt förövaren begåtts i islams namn eller att publicera en inofficiell översättning av Koranen. Att lämna islam för en annan religion eller helt avsäga sig religion (apostasi) ses inom sharialagen som en kränkning av islam, ett allvarligt brott som kan bestraffas med döden.
I november 2022 deklarerade talibanernas ledare Haibatullah Akhundzada att islamisk sharialag ska tillämpas fullt ut, vilket innefattar offentliga avrättningar genom stening, prygelstraff och avhuggna lemmar. De brott som kan straffas på dessa sätt innefattar bland annat äktenskapsbrott, stöld, avfall från islam och uppror.

### Nigeria
I norra delen av Nigeria försöker den militanta islamistgruppen Boko Haram med våld införa sharia-lagstiftning i hela landet och konflikten har krävt 1 400 människoliv mellan 2010 och 2012.

### Saudiarabien
I Saudiarabien följer majoriteten av befolkningen en bokstavstrogen form av islam, en sunnimuslimsk tolkning som kallas wahhabism. Rättssystemet i landet baseras på sharia. Den nuvarande beduinske stamhövdingen och Saudarabiens statschef ibn Saud utfärdar vissa förordningar som är helt fristående från den islamiska rätten. Härmed finns det en inbyggd motsättning mellan statschefen ibn Saud och den rättslärda beduinska stammen ibn Abd al Wahhab. 
I det saudiska islamistiska rättssystemet är qadierna (domarna) mer självständiga och dömer mer efter eget ijtihad (processen att genom tolkning av de religiösa rättskällorna utarbeta lagar) än i de mer klassiska sharia-systemen. I Saudiarabien har traditionellt sett funnits två av de fyra största sunnitiska rättskolorna, nämligen shafi'i och den texttrogna hanbali. Dessa två traditioner bevarats genom att domaren dömer utifrån den rättskola som är aktuell i området. På senare tid har dock hanbali fått en mer dominerande roll och trängt undan shafi'i, men domarna är alltså inte bundna av hanbali-rättsskolan. Systemet är till skillnad från tidigare rättssystem, hierarkiskt i fyra nivåer av rättsinstanser. 
I Saudiarabien praktiseras en strängare hudud än i traditionell sharia. Detta beror dock inte så mycket på de rättslärdas inställning, de menar att hudud kan undvikas om möjlighet finns, utan snarare på domarnas frihet, där de genom tazir (möjligheten för domaren att fastställa straff genom egen bedömning) har möjlighet att utfärda domar som inbegriper hudud. Saudiarabiens rättssystem bygger delvis på det osmanska rikets system sådant det var före 1926 men ger alltså större utrymme för domarnas egna ijtihad. Muftierna spelar därmed inte särskilt stor roll i domstolarna. Förutom domarna är viktiga aktörer i rättssystemet det råd av ulama (rättslärde) som utfärdar fatwor, och den ”religiösa polis” (mutawia) som ser till att religiösa påbud följs av medborgarna.
Här kan man läsa om att de tillåter åttaåriga flickor i Saudiarabien att gifta sig. De får inte heller skilja sig förrän de blivit myndiga för först då anses de mogna nog att fatta ett sådant beslut.

### Somalia
Den islamiska rätten (sharia) tillämpas alltsedan 2009 i Somalia .

### Sudan
Till skillnad från både Iran och Saudiarabien har Sudan haft spår av islamsk rätt (sharia) redan så tidigt som på 1500-talet. Men det var inte förrän mycket senare som lärda qadis kom in i landet, de fanns i början bara runt de stora städerna. Sudans förändring till sharia skedde genom en militärkupp 1989. 
På landsbygden där sharia inte riktigt nått ut användes egna lagar men det fanns undantag. Om en egen lag inte hade svar i ett visst ärende eller en konflikt vände man sig till sharia för utfyllnad. Det betydde att sharia fanns där i skuggan av de lokala lagarna, dock var den ingen styrande lag.
Före militärkuppen 1989 hade osmanska egyptier tagit över norra delar av Sudan redan så tidigt som 1821. Dessa förde hanifitiska lagar med sig och under hela den ”turkiska” eran var hanafi den gällande stadslagen. Det var den här typen av lagar som folket på landsbygden stötte på. Dock så spelade sharia mest roll när det gällde familjrätten.
Det skedde ännu en förändring i Sudan 1885–1898 då landets styrdes av Mahadi-rörelsen som såg sig som revolutionärer. Mahadi lyckades tillämpa sharia i så gott som alla regioner i landet, tolkat genom honom.
År 1898 lyckades brittiska trupper störta Mahadi-rörelsen. Då ändrades lagarna än en gång i Sudan. Britterna använde sig av en ”anglo-muslimsk” lagstiftning när det kom till brott och straff. Systemet hade utvecklats i Indien och var grundat på brittiska lagar men anpassat till muslimska principer. Detta ledde till att den fullständiga sharia-baserade rätten inte fick mycket utrymme utan begränsades till att styra över frågor gällande äktenskap, skilsmässa, ansvar för omyndiga, donationer och arv. Sharia kunde få gälla i frågor utanför de ovannämnda om båda parter var överens om det. Andra fall och frågor var bestämda av brittiska domstolar som inte följde någon specifik lagkod utan baserades sina beslut på "vett och etik" samt "rättsvisa".

### Syrien
Syrien är en sekulär nation och har ingen statsreligion. Det råder religionsfrihet i landet. Av befolkningen är 94 procent araber och 4 procent är kurder. 88 procent är muslimer, 58% sunniter och 30% övriga islamiska riktningar av alawiter, ismailiter, shiiter och druser, samt 12 procent kristna. Syriens rättssystem består av högsta konstitutionella domstolen, högsta juridiska rådet, kassationsdomstolen och statssäkerhetsråden. Sharia är en viktig utgångspunkt för rättssystemet. Centrala element inom Syriens rättssystem inkluderar osmansk, fransk och islamisk rätt. Syriens domstolsväsende är uppdelat på tre nivåer: domstolar i första instans, appellationsdomstolar och den konstitutionella domstolen, vilken är den högsta domstolen. Religiösa domstolar hanterar frågor rörande person- och familjelagar. Lagen om personlig status 59 från 1953 (ändrad av lag 34 från 1975) är i mer eller mindre kodifierad sharia. Artikel 3 (2) ur 1973 års konstitution deklarerar sharia som en viktig utgångspunkt för den lagstiftande församlingen.
Tillämpningen av Syriens konstitution påverkades av att Syrien mellan 1963 och 2011 styrdes av undantagslagar. Den 26 februari 2012 röstade syrierna fram en ny konstitution för landet. Den 6 maj 2012 grundades flera partier (flerpartisystem) och ett parlamentsval inleddes. Som en konsekvens av det rådande inbördeskriget i landet har flera alternativa regeringar bildats och lokala regioner styrts av sharia. Invånarantalet i Syrien har minskat genom en stor flykt ut ur landet. Från 2011 till 2015 minskade befolkningen från 24,5 till 17,9 miljoner. Inom landet har stora folkomflyttningar skett från krigszoner, framför allt till regeringskontrollerade områden. 

### Turkiet
Turkiet (turkiska: Türkiye), officiellt Republiken Turkiet (Türkiye Cumhuriyeti), är ett eurasiskt land som gränsar till åtta länder. Cirka 95 procent ligger i Asien och cirka 5 procent ligger i Europa. Turkiet är en sekulär enhetsstat med republikanskt statsskick. Artikel 66 i Turkiets konstitution definierar en "turk" som var och en som är "knuten till den turkiska staten genom bandet medborgarskap", och därmed skiljer sig grundlagens användning av termen "turkisk" från den etniska definitionen. Turkiets befolkning är relativt ung och indelas i 70 procent turkar och 20 procent kurder, vars majoritet bor i de sydöstra regionerna. Turkiet har blivit mottagarland för många invandrare, vilka kommer ifrån angränsande muslimska länder, antingen för att slå sig ned och arbeta i Turkiet eller för att fortsätta sin resa mot EU. Det finns bestående feodala attityder gentemot kvinnor i de arabisk- och kurdiskbefolkade sydöstra provinserna. 94 procent av Turkiets befolkning är muslimer av vilka över 75 procent tillhör sunni. En betydande minoritet, omkring 20 procent av den muslimska befolkningen, är anknuten till de shiitiska aleviterna. Kurdernas existens och rättigheter är inte erkända och grundlagsskyddade, vilket i sin tur leder till ett utbrett förtryck mot kurderna i södra Turkiet, där Turkiet inte respekterar kurdernas mänskliga rättigheter. 
Rättsväsendet är oberoende av regering och parlament, och författningsdomstolen har i uppgift att avgöra om lagar och förordningar är förenliga med konstitutionen. Statsrådet är högsta rättsinstans i administrativa ärenden, och Högsta domstolen är högsta rättsinstans i alla andra.
Turkiet har ingen officiell statsreligion. Konstitutionen erkänner religionsfrihet för individer, medan religiösa trossamfund står under statens kontroll. Konstitutionen förbjuder religiösa partier och religiösa trosskolor. Inget politiskt parti får hävda att det företräder någon form av religiös trosåskådning. 
Turkiet har ett uttryckligt förbud i lag mot bärande av huvudduk och religionspolitiska symboliska klädesplagg i statliga byggnader, skolor och universitet. Lagen godkändes av Europadomstolen som "legitim" i fallet Leyla Şahin mot Turkiet den 10 november 2005.

### Brott begångna i utomeuropeiska stater
Den allmänna rättsprincipen lex loci delicti innebär att brott som begås inom en nations gränser skall beivras inom det nationella rättssystemet. Den bästa bevisningen finns där brottet har begåtts. Där finns vittnen. Där finns brottsplatserna och där finns brottsofferna. Brotten skall således prövas enligt nationell rätt. Nationell rätt för brott som har begåtts i utlandet av svenska medborgare är utlandets straffrätt och utlandets brottspåföljd vid utlandets domstolar. Möjlighet kan undantagsvis finnas för svenska medborgare att få straffet verkställt i Sverige.   
Först i de fall där detta inte är möjligt, så får exempelvis svensk rätt subsidiärt tillämpas i Sverige på de personer som vistas i Sverige, har begått brott i utlandet och att brottet är straffbart även i Sverige (s.k. dubbel kriminalisering). Exempel på det är folkmordet i Rwanda. År 2013 pekades Stanislas Mbanenande, som tillhör den rwandiska majoritetsgruppen hutu men har svenskt medborgarskap ut av vittnen, och blev därmed den förste att dömas i Sverige för folkmord. År 2017 fastställde Svea hovrätt folkmordsdomen för Claver Berinkindi, som fått svenskt medborgarskap år 2012, för deltagande i fem massakrer 18 april och 31 maj 1994 i Nyamure-bergen i Rwanda.
Gemensamt för de utomeuropeiska asiatiska muslimska nationalstaterna är att inga av dessa erkänner Internationella brottmålsdomstolen vilken bildats i Rom den 17 juli 1998, med undantag för Afghanistan, Jordanien, Tadzjikistan, Palestina (fr.o.m 1 april 2015). Varken Iran, Irak, Jemen, Libanon, Saudarabien, Somalia, Sudan, Syrien eller Turkiet har erkänt Romstadgan och domstolen. Inte heller Israel, Kina, Ryssland eller Amerikas förenta stater har erkänt Internationella brottmålsdomstolens jurisdiktion.

## Sharia inom Europeiska unionen
Europeiska konventionen om skydd för de mänskliga rättigheterna och de grundläggande friheterna (EKMR) tillkom för att transformera Förenta nationernas deklaration om de mänskliga rättigheterna, och var grundläggande för instiftandet av Europarådet. Europeiska konventionen om skydd för de mänskliga rättigheterna och de grundläggande friheterna (EKMR) undertecknades 4 november 1950 i Rom, Italien av högre ämbetsmän från medlemsstaterna i Europarådet. Sverige ratificerade konventionen 4 februari 1952.
Europakonventionen, artikel 9 om skydd för tankefrihet, samvetsfrihet och religionsfrihet. 
- 1. Envar skall äga rätt till tankefrihet, samvetsfrihet och religionsfrihet. Denna rätt innefattar frihet att byta religion eller tro och frihet att ensam eller i gemenskap med andra, offentligt eller enskilt, utöva sin religion eller tro genom gudstjänst, undervisning, andaktsövningar och iakttagande av religiösa sedvänjor.
- 2. Envars frihet att utöva sin religion eller tro må endast underkastas sådana inskränkningar, som äro angivna i lag och som äro nödvändiga i ett demokratiskt samhälle med hänsyn till den allmänna säkerheten, upprätthållandet av allmän ordning, skyddandet av hälsa eller moral eller av andra personers fri- och rättigheter.

Religionsfriheten är endast en relativ frihet som inbegriper att envar skall behandlas lika (jfr. likabehandlingsprincipen) och omfattar alla personer och alla trosföreställningar, även ateister som inte tror på att någon gud överhuvudtaget existerar. Denna relativa frihet får inskränkas genom lag som är nödvändig i ett demokratiskt samhälle med hänsyn till den allmänna säkerheten, upprätthållandet av allmän ordning, skyddandet av hälsa eller moral eller av andra personers fri- och rättigheter. 
Den 12 mars 2015 antog Europaparlamentet en resolution som erkänner rätten att ingå äktenskap, för par av samma kön som mänskliga och medborgerliga rättigheter fråga. Konventionen stöddes av alla deltagande ledamöter från Lettland, Luxemburg och Sverige, och Belgien, Bulgarien, Danmark, Estland, Finland, Frankrike, Italien, Nederländerna, Portugal, Rumänien, Spanien och Tyskland.

### Danmark
En sharia-domstol drivs bland annat i Århus av ett lokalt muslimskt råd parallellt med det danska rättssystemet. Rådet väljer självt sina medlemmar. Rådet dömer i tvister som hustrumisshandel, blodspengar eller familjefejder, men har ingen makt att straffa dem som inte följer domstolens beslut.

### Frankrike
I juni år 2009 tillsatte franska nationalförsamlingen en utredning om användningen av heltäckande slöja s.k. niqab i Frankrike. Betänkandet avlämnades i januari år 2010, och där konstaterades att omkring 1.900 kvinnor bar en sådan slöja år 2009, medan det år 2000 inte fanns någon kvinna som bar heltäckande slöja i Frankrike. Betänkandet konstaterade att användandet av heltäckande slöja stred mot Frankrikes grundläggande värderingar Liberté, égalité, fraternité (sv: frihet, jämlikhet, broderskap), där bärande av slöja var tecken på kvinnans underkastelse i strid mot frihetsidealet och jämställdheten mellan könen, samt principen om broderskap i samhällskontraktet. Användandet av slöja var enligt betänkandet en negering av den franska principen le vivre ensemble (sv: att leva tillsammans). Därefter lades flera remissförslag fram mot användande av slöja på allmän plats, men utredningsförslaget stannade slutligen vid att föreslå ett totalt förbud mot allt användande av slöja på allmän plats.  Slutligen, under januari 2010, så utfärdade Nationella konsultativa kommissionen för mänskliga rättigheter (CNCDH) ett utlåtande mot ett totalt förbud mot allt användande av slöja på allmän plats, och argumenterade att sekulariseringsprincipen inte var ett tillräckligt skäl för att föreslå ett totalt förbud och att ett sådant förbud skulle kunna stigmatisera muslimer i allmänhet och göra livet mycket svårt för de redan förtryckta muslimska kvinnor som bar slöja. 
Premiärministern François Fillon gav den 29 januari 2010 i uppdrag till regeringskansliet att utreda de rättsliga möjligheterna att förbjuda användandet av slöja på allmän plats särskilt och maskering i allmänhet. De presenterade sitt betänkande i mars 2010, där man inte rekommenderar ett förbud mot bärande av slöja av religiösa skäl, och att ett förbud mot maskering av ansiktet på allmän plats i allmänhet borde begränsas till de situationer där identifiering var nödvändig av säkerhetsskäl eller andra särskilda situationer. Den franska regeringen kom fram till att ett begränsat förbud mot maskering av ansiktet inte var praktiskt, och i maj 2010 föreslog en proposition därför ett "förbud mot att täcka ansiktet på allmän plats", vilket skulle omfatta alla former av döljande av ansiktet i det offentliga rummet på ett sätt som försvårar identifikation.
Lagen, loi n° 2010-1192 du 11 octobre 2010 interdisant la dissimulation du visage dans l'espace public, antogs med en rösts övervikt av den franska nationalförsamlingen i juli 2010 och godkändes enhälligt av den franska senaten i september 2010. Konstitutionella rådet (Conseil constitutionnel, ungefär motsv. lagrådet) konstaterade efter prövning att lagen inte stred mot den franska konstitutionen., och lagen trädde därmed i kraft den 11 april 2011. Även om lagen var allmänt utformad, så var det lagstiftarens avsikt att förbjuda användande av en heltäckande slöja, s.k. niqab. 

### Nederländerna
Det blir förbjudet att bära ansiktstäckande klädesplagg i offentliga byggnader i Nederländerna. Lagen innebär att det blir förbjudet att bära ansiktstäckande klädesplagg i skolor, sjukhus och myndighetsbyggnader. Detsamma gäller även motorcykelhjälmar eller skidmasker, men som dock inte gäller på gator och torg. 

### Storbritannien
I Storbritannien finns sharia-domstolar dit tusentals muslimer går varje år för att lösa civilrättsliga mål angående affärstvister, familjetvister och äktenskapstvister. Dessa informella tribunaler har ingen laglig makt att genomdriva sina beslut och deras skiljedomar följs på frivillig basis av parterna.  Vissa grupper såsom Iranian and Kurdish Women's Rights Organisation (IKWRO) hävdar att dessa tribunaler diskriminerar mot kvinnor eftersom de domineras av män och ofta dömer till mäns fördel. Enligt en rapport från år 2009 skriver tankesmedjan Civitas att det finns upp till 85 sharia-domstolar i Storbritannien. Förespråkare hävdar att muslimer har rätt till detta undantag ifrån principen allas likhet inför lagen eftersom ortodoxa judar redan hade ett undantag för Beth din-tribunaler sedan tidigare. Motståndare som bland annat Baroness Cox hävdar att shariadomstolar inte likabehandlar kvinnor och homosexuella (jfr. likabehandlingsprincipen), att kvinnor löper större risk att pressas att följa skiljedomarna fastän medverkan påstås vara frivillig, samt att tribunalerna ibland i dömer mål som är straffrättsliga och därmed överskrider sin behörighet.

### Sverige
1974 års regeringsform med de ändringar som senare gjordes år 2010 omfattar grundläggande fri- och rättigheter (2 kap.). Lag eller annan föreskrift får inte meddelas i strid med Sveriges åtaganden på grund av den europeiska konventionen angående skydd för de mänskliga rättigheterna och de grundläggande friheterna (19 §). 
I april 2006 gick ordföranden för Sveriges muslimska förbund, Mahmoud Aldebe, ut med ett brev till de svenska riksdagspartierna där han bland annat krävde särlagstiftning för Sveriges muslimer i Sverige i enlighet med sharia. I brevet krävde han bland annat att skilsmässor måste godkännas av en imam, att kommunala skolor ska undervisa muslimska barn i hemspråk och religion i separata grupper, och att muslimska flickor och pojkar ska få simundervisning i separata grupper. Aldebe anklagades i den efterföljande debatten för att vara islamist och tvingades senare ta tillbaka förslaget eftersom han fick en majoritet inom förbundet emot sig.

## Sharia  och apostasi
Enligt sharia är det dödsstraff på "avfällighet" (apostasi), att avvika från ett rättroget muslimskt liv. Detta kan exempelvis inbegripa ateism, konvertering till annan religion (vissa islamiska sekter räknas dit) att uttrycka hädelse mot Koranen eller Muhammed och hans familj eller att förkunna att något som enligt sharia är förbjudet (haram) skulle vara tillåtet (halal), dvs. "uppmuntran till synd". Vissa muslimska lärda har dock kritiserat tillämpningen av dödsstraff för avfall. Minderåriga, och ibland kvinnor, kan undantas från dödsstraffet. Tillämpningen av apostasilagen gör att alla är tvungna att följa islam, eftersom det enligt islamisk praxis är fadern som väljer religion åt det nyfödda barnet genom att man viskar shahadan i barnets öra och därmed upptas i den muslimska trosgemenskapen (umma). I praktiken är det även familjens ansvar att se till att en "avfallen" kommer till "rätt väg" eller bestraffas om det inte sker.

## Sharia  och banktransaktioner
Koranen förbjuder uttryckligen riba (surah 2:225-9), ett omdiskuterat uttryck som med tiden har kommit att innebära en ekonomisk ränta eller ocker. I realiteten hamnar det i samma kontext som spel och dobbel, men även ett förbud mot andra ekonomiska risktaganden, däribland diskuteras försäkringar som ytterligare ett ekonomiskt risktagande. Detta har lett till en unik struktur hos islamiskt bankväsende.  Med tiden har tre grundläggande tillvägagångssätt utvecklats:
- Mudaraba – Banken och kunden skapar tillsammans en investering där banken bidrar med kapital medan kunden bidrar med arbetskraft och kompetens. Efter en på förhand förutbestämd period så kommer kund och bank att dela på investeringens vinst från perioden. Därefter kommer kunden att ta över hela investeringen och hela vinsten.
- Musharaka – Liknar ovanstående med skillnaden att banken tillsammans med kunden satsar en bestämd summa pengar och tar ut vinst från investeringen efter en förutbestämd procentandel parterna emellan.
- Marabaha – Kanske den mest teologiskt innovativa lösningen. Bank och kund ingår då i ett handelskontrakt mellan två parter, aqd, där banken köper en vara av kunden för en summa pengar som banken bestämt. En tid senare köper kunden tillbaka samma vara men för ett högre pris. På så vis får kunden tillgång till en summa pengar under en bestämd tid men som sedan skall betalas tillbaka med en viss ökning senare.

Liknande tankesätt finns även i hur bankerna drivs inom vissa länder. Det finns till exempel fall där kunden inte startar ett konto hos banken för att enbart förvara pengarna och få ut ränta på dessa pengar (såsom det sker i bl.a. Sverige), istället investerar kunden sin summa pengar i banken och får ut en andel av bankens årliga vinst (jfr. svenska JAK Medlemsbank, Banken lånar ut pengar utan att kräva ränta. För att täcka bankens kostnader tillkommer administrativa avgifter).

## Sharia under den moderna tiden
De stora förändringar som ägde rum inom den muslimska världen efter 1800-talet påverkade islamisk rätt på två märkbara sätt. Det ena sättet var att rollen sharia hade minskades för att ge europeiska modeller större utrymme. Sedan var det andra sättet helt tvärtom, man ville öka sharias roll genom att modernisera rätten och ge betydligt mer utrymme till ijtihad.
I perioden efter 1800-talet och under 1900-talet skedde massiva förändringar i de flesta muslimska länder. Flera regeringar kom att domineras från västländerna och förändringen i själva rättens sammanhang utvecklades fram och det blev inte en hastig förändring. När västländerna kom och koloniserade muslimska länder ansåg de att västerländska moderna lagar, seder och bruk skulle gälla även i kolonierna. Men istället för att påtvinga en hastig förändring lät de införandet ske långsamt, dock fick arabstaterna redan från början anpassa sig till mindre lagändringar direkt. De nya erövrarna såg ingen inspiration i att ha kvar sharia, den fyllde ingen funktion för dem; därav ville de ge det religiösa systemet så lite inflytande som möjligt. Deras strategi var att införa lite av det nya hela tiden och göra så att de gamla regelsystemen fasades ut allt eftersom folket i landet utvecklades och moderniserades.
Det fanns stora svårigheter när man försökte anpassa de västerländska rättssystemen till sharia, eller vid försöken att smälta ihop dem. Problem låg i att använda sharia som lag i ett modernt samhälle med ett västerländskt rättssystem. De västerländska rättssystemen innehåller tre nivåer.
- Nationell rätt: Lagar med denna beteckning är giltiga inom landets gränser, och den är den vanligaste lagtypen. Den gäller alla som rör sig inom gränsen. Även de som kommer in i landet måste följa nationell rätt.

- Internationell rätt: Det kan gälla konventioner och traktater som är bindande mellan nationalstater som befinner sig i ett visst samarbete. Konventioner och traktater är bindande mellan nationalstater eller internationella organisationer som t.ex. Europeiska Unionen (EU). Europeiska Unionens förordningar har direkt effekt i medlemsstaterna.

- Naturrätt: Naturrätten består av universellt bindande normativa rättsprinciper som direkt anses gälla i varje civiliserat samhälle. Det är den nationella lagstiftande församlingen som har till uppgift att se till att de nationella lagarna står i överensstämmelse med naturrätten.

Om man ser till olika definitioner om vad en lag kan vara så passar inte sharia in under något av dessa tre alternativ. Sharia är ingen nationell rätt, då den inte begränsar sig till någon nationalstats territorium. Den gäller inte alla människor förutom den muslimska trosgemenskapen (umma) (jfr. likabehandlingsprincipen), och det råder skillnad från rättskola till rättskola. Det visar på att sharia inte är beroende av nationella territoriella statsgränser, samt att det finns skillnader även mellan olika muslimska samhällen. Det är svårt att sätta sharia i ett internationellt rättssystem, då sharia inte bygger på mellanstatliga konventioner och traktater av något slag och en naturrätt är helt uteslutet, då sharia gäller bara den muslimska trosgemenskapen (umma) (jfr. likabehandlingsprincipen).
Detta har gjort det svårt att anpassa sharia i en värld dominerad av romersk rättsligt grundade västerländska rättssystem. För att kunna lösa upp motsättningen mellan nationalstatens rätt och sharia, behövdes en förändring i tillämpningen av sharia. Först visste man inte om man skulle göra sharia till en nationell rätt, men som endast gällde den muslimska befolkningen i landet (jfr. likabehandlingsprincipen), eller om man skulle göra den till en naturrätt som gällde alla muslimer i den muslimska trosgemenskapen (umma). Om den skulle göras till en universellt tillämplig naturrätt,  så behövdes det fortfarande variationer beroende på vilken nationalstat, det gällde och hur förhållanden var där. Det var svårt att hitta en anpassning för sharia; hur, var, när och för vem den skulle gälla för, samtidigt som den skulle passa in i någon av de västerländska definitionerna på ett rättssystem.
En lösning på denna motsättning mellan nationalstaten och den muslimska trosgemenskapen (umma), skulle kunna vara maktfördelning av den dömande makten i två delar. En del där sharia hade full kontroll med traditionella regler, där skulle det finnas separata sharia-rättsalar och domare (jfr. likabehandlingsprincipen). På andra sidan skulle nationalstaten fortfarande ha full kontroll på det mesta och sharia fick det ”övriga”. Det som lämnades till sharia var familj och personliga ärenden, som i sin tur tolkades som ”utanför lagen” av västerländsk domstol (jfr. likabehandlingsprincipen). 

### Förändringar inom rättssystemet
De västerländska rättssystemen har två invändningar mot den klassiska sharia-domstolen. För det första så saknas det processrättsliga regleringar av sharia-domstolens behörigheter. Dessutom är sharia-domstolens domar inte överklagbara. Att ge så mycket makt till en enskild ensamdomare är orimligt enligt det västerländska, demokratiska synsättet. För det andra så är problemet med sharia att den som skulle dömas fråntogs rätten till ett juridiskt ombud, och var istället hänvisad till att ensam föra sin egen talan i rättegången, utan ombud omedveten om sina rättigheter. 
Sammanfattningsvis så uppfyller inte sharia-domstolen de grundläggande kraven som måste ställas på varje civiliserad nationalstat, att varje medborgare skall vara försäkrad en rättvis och offentlig förhandling i frågor som rör dennes medborgerliga rättigheter och skyldigheter. Likabehandlingsprincipen innebär att alla ska behandlas lika oberoende av kön och religionstillhörighet och att alla skall behandlas lika inför lagen. Stater som medger att domstolarna använder sig av tortyr och förnedrande bestraffning, kan inte anses vara civiliserade (art. 38 ICJ). 

## Internationella brottmålsdomstolen
Internationella brottmålsdomstolen (engelska International Criminal Court, ICC, franska Cour pénale internationale, CPI,  ibland förkortat ICC för att särskilja det från International Chamber of Commerce), bildades officiellt den 1 juli 2002 som en internationell domstol och en permanent tribunal för att åtala personer för folkmord, brott mot mänskligheten och krigsförbrytelser enligt bland annat Romstadgan för den internationella brottmålsdomstolen.
Romstadgan för Internationella brottmålsdomstolen är grunddokumentet för bildandet av Internationella brottmålsdomstolen i Rom den 17 juli 1998.
Sveriges regering beslöt 17 september 1998 att underteckna stadgan vilket skedde 7 oktober 1998. Den svenska regeringen har sedan beslutat att ratificera stadgan och att samtidigt avge en förklaring om att Justitiedepartementet skulle vara den kanal för domstolens framställningar som avses i stadgan. I och med ratificeringen är Sverige bundet av stadgan, vilket innebär att Sverige är skyldigt att utlämna alla personer som blir åtalade vid domstolen. 
I augusti 2011 hade 115 länder ratificerat eller instämt i ICC:s regelverk:
- I Europa: Albanien, Andorra, Belgien, Bosnien och Hercegovina, Bulgarien, Cypern, Danmark, Estland, Finland, Frankrike, Grekland, Irland, Island, Italien, Georgien, Kroatien, Lettland, Liechtenstein, Litauen, Luxemburg, Malta, Montenegro, Nederländerna, Nordmakedonien, Norge, Polen, Portugal, Rumänien, San Marino, Serbien, Slovakien, Slovenien, Spanien, Sverige, Schweiz, Storbritannien, Tjeckien, Tyskland, Ungern, Österrike

- I Afrika: Benin, Botswana, Burkina Faso, Burundi, Centralafrikanska republiken, Komorerna, Kongo-Brazzaville, Kongo-Kinshasa, Djibouti, Gabon, Gambia, Ghana, Guinea, Kenya, Lesotho, Liberia, Malawi, Mali, Mauritius, Namibia, Niger, Nigeria, Republiken Kongo, Senegal, Sierra Leone, Sydafrika, Tanzania, Tchad, Uganda, Zambia.

- I Amerika: Antigua och Barbuda, Argentina, Barbados, Belize, Bolivia, Brasilien, Kanada, Colombia, Costa Rica, Dominica, Dominikanska republiken, Ecuador, Guyana, Honduras, Mexiko, Panama, Paraguay, Peru, Saint Kitts och Nevis, Saint Vincent och Grenadinerna, Trinidad och Tobago, Uruguay, Venezuela

- I Asien: Afghanistan, Kambodja, Jordanien, Mongoliet, Sydkorea, Tadzjikistan, Palestina (fr.o.m 1 april 2015)

- I Oceanien: Australien, Östtimor, Fiji, Marshallöarna, Nauru, Nya Zeeland, Samoa

Domstolens jurisdiktion
1. Den tilltalade är medborgare i en nationalstat som har tillträtt Romstadgan.
2. Den tilltalade är medborgare i en nationalstat som genom en särskild förklaring har accepterat domstolens jurisdiktion.
3. Brottet har förövats på en nationalstats territorium vilken har tillträtt Romstadgan.
4. Brottet har förövats på en nationalstats territorium vilken genom en särskild förklaring har accepterat domstolens jurisdiktion.
5. FN:s säkerhetsråd har hänskjutit ett misstänkt brott enligt Romstadgan till domstolens åklagare.
6. Domstolen lämnar prövningstillstånd till ett mål som har inletts av åklagaren.